# Tshela (territorium)
Tshela är ett territorium i Kongo-Kinshasa. Det ligger i provinsen Kongo-Central, i den västra delen av landet, 270 km väster om huvudstaden Kinshasa.